# I Play Football Champ
I Play Football Champ, presentato anche come Football Champ, è un videogioco di calcio pubblicato nel 1991 da Simulmondo per Amiga, Atari ST e Commodore 64. È un seguito, molto simile e uscito a breve distanza, di I Play 3D Soccer, al quale aggiunge in particolare una componente manageriale.
Come il predecessore, ha la particolarità di essere giocato dal punto di vista di un calciatore fisso, e ha ricevuto anche delle critiche per il "troppo realismo" a spese della giocabilità, in quanto spesso si passa il tempo a inseguire la palla senza partecipare direttamente all'azione.

## Modalità di gioco
Si partecipa alla prima serie del campionato italiano, tedesco, inglese o francese (quest'ultimo solo su Amiga/ST), con i veri nomi di squadre e calciatori che hanno preso parte alla stagione 1990/91. Ogni calciatore ha diversi parametri di abilità che lo contraddistinguono.
In ogni partita è disponibile una sezione tattica che permette di decidere come schierare ciascuno dei propri calciatori, scegliendo la precisa posizione in campo. Sono presenti anche infortuni e sostituzioni.
L'azione in campo è praticamente la stessa di I Play 3D Soccer, con piccole variazioni, ad esempio è stata aggiunta una minimappa anche nelle versioni Amiga/ST ed eliminato il mirino per i tiri non piazzati.
Oltre a giocare la partita controllando un calciatore dalla sua prospettiva, in modalità un giocatore oppure due giocatori a schermo diviso, su Amiga/ST è stata aggiunta la possibilità di fare soltanto da allenatore e osservare la partita giocata automaticamente dal computer. In questo caso la visuale tridimensionale sul campo non è vincolata a un calciatore e può essere spostata liberamente dai controlli del giocatore.